# Zygina praticola
Zygina praticola är en insektsart som beskrevs av Melichar 1914. Zygina praticola ingår i släktet Zygina och familjen dvärgstritar. Inga underarter finns listade i Catalogue of Life.